# ثؤلول مصطبغ
ثؤلول مصطبغ (بالإنجليزية: Pigmented wart)‏ هي حالة جلدية سُجلت بشكلٍ شائعٍ في اليابان، وتحدث عادةً في اليدين أو القدمين.:404